# تیلور پری (بازیکن راگبی)
تیلور پری (انگلیسی: Taylor Perry؛ زادهٔ ۲۳ ژوئیهٔ ۲۰۰۰)  بازیکن زن راگبی ۷ نفره اهل کانادا است.
وی در مسابقات کشوری و بین‌المللی در مجموع برندهٔ ۱ مدال نقره شده است.